# Österreichischer Musiktheaterpreis 2024

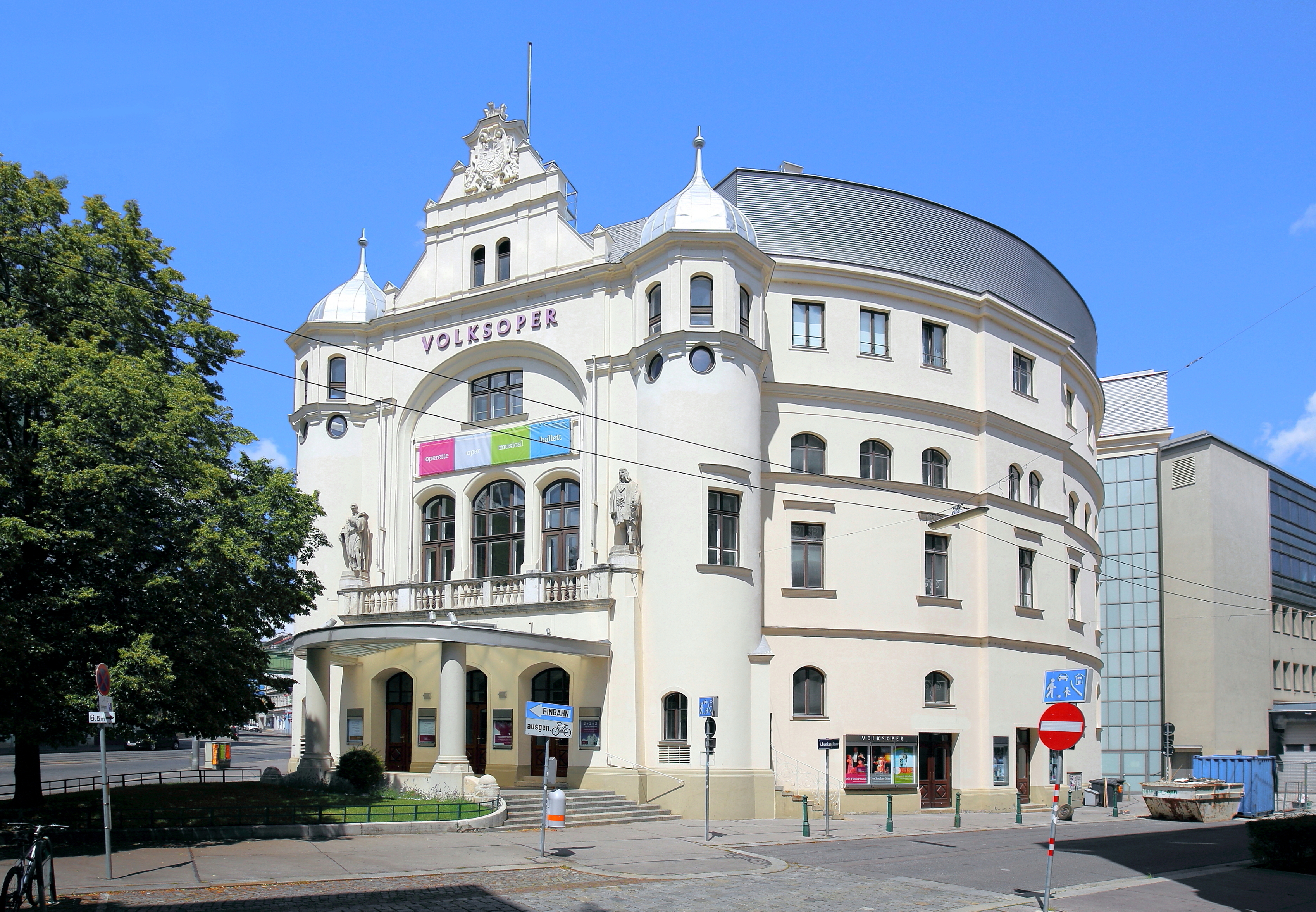
Ort der Verleihung: die Volksoper Wien

Der Österreichische Musiktheaterpreis 2024 ist die zwölfte Verleihung des Österreichischen Musiktheaterpreises. Die Verleihung fand am 1. September 2024 in der Volksoper Wien statt. Die meisten Nominierungen erhielt die Wiener Staatsoper, gefolgt von den Salzburger Festspielen.

## Jury
- Heinz Sichrovsky (News, ORF) – Vorsitz[4]
- Joachim Leitner (Tiroler Tageszeitung) – Vorsitz
- Miriam Damev (Der Standard)
- Boris Priebe (Felix Bloch Erben)
- Stefan Musil (Kronen Zeitung)
- Jörn Florian Fuchs (Deutschlandradio, Salzburger Nachrichten)
- Daniel Lohninger (NÖN)
- Michael Wruss (Oberösterreichische Nachrichten)
- Nikolaus Immanuel Köhler (Art Quarterly)
- Susanne Zobl (Kurier)
- Robert Quitta (Merker online)
- Walter Weidringer (Die Presse)

## Preisträger und Nominierte

### Beste weibliche Hauptrolle
Erica Eloff – Die Meistersinger von Nürnberg / Die tote Stadt (Eva / Marie-Marietta) – Landestheater Linz
- Sophie Rennert – Juditha triumphons (Juditha) – Innsbrucker Festwochen der Alten Musik
- Elina Garanca – Aida (Amneris) – Wiener Staatsoper
- Aigul Akhmetshina – I Capuleti e i Montecchi (Romeo) – Salzburger Festspiele
- Magdalena Anna Hofmann – Der Rosenkavalier (Feldmarschallin) – Salzburger Landestheater

### Beste männliche Hauptrolle
Michael Volle – Die Meistersinger von Nürnberg (Hans Sachs) – Wiener Staatsoper
- Klaus Florian Vogt – Siegfried (Siegfried) – Wiener Staatsoper
- Benjamin Bernheim – Rigoletto / La Bohème (Herzog / Rodolfo) – Wiener Staatsoper
- Sebastian Kohlhepp – Griechische Passion (Manolios) – Salzburger Festspiele

### Beste weibliche Nebenrolle
Kate Lindsey – Il ritorno d’Ulisse in patria / Ariadne auf Naxos (Penelope / Komponist) – Wiener Staatsoper
- Arianna Vendittelli – Juditha triumphans (Vagus) – Innsbrucker Festwochen der Alten Musik
- Eve-Maud Hubeaux – Dialogues des Carmélites (Marie) – Wiener Staatsoper

### Beste männliche Nebenrolle
Bruno de Sa Aminta – L’Olimpiade – Innsbrucker Festwochen der Alten Musik
- Misha Kiria – La Cenerentola (Don Magnifico) – Volksoper Wien
- Christian Gerhaher – Tannhäuser (Wolfram von Eschenbach) – Osterfestspiele Salzburg
- Mario Lerchenberger – Katja Kabanova (Kudrjasch) – Oper Graz

### Beste Gesamtproduktion Oper
Griechische Passion – Salzburger Festspiele
- Der Idiot – Theater an der Wien
- Die tote Stadt – Landestheater Linz

### Beste Gesamtproduktion Operette
La Perichole – Theater an der Wien
- Die Großherzogin von Gerolstein – Oper Graz
- Orpheus in der Unterwelt – Volksoper Wien
- Madame Pompadour – Lehár Festival Bad Ischl

### Beste Gesamtproduktion Musical
Natascha, Pierre und der große Komet von 1812 – Landestheater Linz
- Briefe von Ruth – Musical Frühling in Gmunden
- Anatevka – Oper Graz
- Mamma Mia – Seefestspiele Mörbisch

### Beste Gesamtproduktion Tanz
Die Sonne ist nicht nur ein Himmelskörper (Doris Uhlich) – Festspielhaus St. Pölten
- Der Große Gatsby – Tiroler Landestheater
- Jolanthe – Volksoper Wien

### Beste Ur-/Erstaufführung
Hiob (Michael Sturminger / Bernhard Lang) – Stadttheater Klagenfurt
- Die letzte Verschwörung – Volksoper Wien
- Die Judith von Shimoda – Bregenzer Festspiele

### Beste musikalische Leitung
Maxime Pascal – Griechische Passion – Salzburger Festspiele
- Franz Welser-Möst – Der Ring des Nibelungen – Wiener Staatsoper
- Bertrand de Billy – Dialogues des Carmélites – Wiener Staatsoper
- Enrique Mazzola – Ernani – Bregenzer Festspiele

### Beste Regie
Stefan Herheim – Das schlaue Füchslein – Theater an der Wien
- Krzysztof Warlikowski – Macbeth – Salzburger Festspiele
- Simon Stone – Griechische Passion – Salzburger Festspiele
- Nikolaus Habjan – La Perichole – Theater an der Wien

### Beste Ausstattung
Julian Crouch – Orpheus in der Unterwelt – Volksoper Wien
- Fritz Eggert und Alfred Mayrhofer – Der Florentiner Hut – Oper Graz
- Silke Bauer und Doris Maria Aigner – Das schlaue Füchslein – Theater an der Wien
- Christian Schmidt und Stefanie Seitz – Der Idiot – Theater an der Wien

### Bester Nachwuchs weiblich
Annina Wachter Lakmé (Lakmé) – Tiroler Landestheater Innsbruck
- Isabel Signoret – Il ritorno d’Ulisse in patria (Minerva) – Wiener Staatsoper
- Ava Dodd – Gesamtleistung	Spielsaison 2022/23 – Stadttheater Klagenfurt
- Miriam Kutrowatz – Die Entführung ins Zauberreich (Konstanze) – Opernstudio Wiener Staatsoper

### Bester Nachwuchs männlich
Pablo Santa Cruz – La Cenerentola (Don Magnifico) – Volksoper Wien
- Katleho Mokhoabane – Il ritorno d’Ulisse in patria (Pisandro / Die Menschliche Zerbrechlichkeit) – Wiener Staatsoper
- Raúl Gutiérrez – Werther (Werther) – Bregenzer Festspiele
- Lukas Schmidt – Die Entführung ins Zauberreich (Pedrillo) – Opernstudio Wiener Staatsoper

### Beste musikalische Leitung – Nachwuchs
Tobias Wögerer
- Christoph Huber
- Patrick Hahn

### Großer Preis der Jury
- Asmik Grigorian[6][7]

### Sonderpreis Orchester
- ORF Radio-Symphonieorchester Wien[8][9]

### Bestes zeitgenössisches Musiktheater
- sirene Operntheater – Kristine Tornquist & Jury Everhartz – Kabbala (2022/2023)[10]

### Lebenswerk
- Harald Serafin[11]

### Sonderpreis „Cross Over“
- Philipp Hochmair[12]

### Sonderpreis „Bestes Festival“
- Mozartwoche unter Rolando Villazón[13][14]

### Sonderpreis für Verdienste um das Musiktheater
- Lois Lammerhuber[14]
- Manfed Waba

### Sonderpreis „Jugendprojekt“
- Opernstudio der Wiener Staatsoper[14]
- Opernstudio der Volksoper Wien